# 曹保平
曹保平（1968年—），山西大同出身的电影导演，现任北京电影学院影视文学系副教授。

## 經歷
1989年，曹保平畢業於北京电影学院文学系剧作专业，並留校任教讲授电影编剧课程，1990年，開始大量創作電視劇及電影劇本。2001年曹保平根据小说《乡村行动》所创作的电影剧本《光荣的愤怒》於2004年底拍摄成电影。该片2007年10月上映，获得该年度上海国际电影节“亚洲新人评委会特别奖”，以及大学生电影节“最受大学生欢迎影片奖”。2007年8月，曹保平开始拍摄原创剧本电影《李米的猜想》（在香港上映时改名为《爱失偿》），该片2008年9月上映，并荣获第56届圣塞巴斯蒂安电影节新导演单元最佳导演奖。女主角周迅凭借此片获得2009年亚洲电影大奖及第27屆中國電影金雞獎最佳女主角等獎項。
2015年以《烈日灼心》获得上海电影节最佳导演奖。

## 作品

### 電影
- 1995年《律师与囚犯》编剧
- 1995年《红棉袄、红棉裤》编剧
- 1997年《你听到我的声音吗？》编剧
- 1998年《冲天飞豹》编剧
- 2001年《绝对情感》编剧、导演
- 2007年《光荣的愤怒》编剧、导演
- 2008年《李米的猜想》编剧、导演、饰演乘客
- 2015年《烈日灼心》編劇、導演
- 2016年《追凶者也》编剧、导演
- 2018年《狗十三》導演
- 2019年《她杀》編劇、导演
- 2023年《涉过愤怒的海》编剧、导演
- 2025年《脱缰者也》導演

### 电视剧
- 2000年《堆积情感》策划、编剧、导演之一
- 2001年《中国保尔——吴运铎》剧本统筹、导演
- 2002年《太阳背面》编剧、导演、制片人
- 2003年《生命的颜色》（另名：你看到了生命的颜色吗）剧本统筹、导演、执行制片人
- 2010年《浪漫向左，婚姻往右》导演
- 2010年《延安爱情》导演
- 2014年《错放你的手》导演

## 獎項
- 2008年 圣塞巴斯蒂安电影节最佳新导演奖《李米的猜想》
- 2014年 第64屆柏林影展水晶熊單元國際評委會特別獎《狗13》
- 2015年 上海电影节最佳导演《烈日灼心》

## 延伸阅读
- 曹保平的“光荣”和猜想 （页面存档备份，存于） 《南方周末》

## 外部連結
- 曹保平在互联网电影资料库（IMDb）上的資料（英文）